# Cyrtarachne menghaiensis
Cyrtarachne menghaiensis är en spindelart som beskrevs av Yin, Peng och Wang 1994. Cyrtarachne menghaiensis ingår i släktet Cyrtarachne och familjen hjulspindlar. Inga underarter finns listade i Catalogue of Life.